# Edmund Borić Andler

## Životopis
Rodio se u Zadru, 1975. godine, gdje je završio jezičnu gimnaziju i srednju glazbenu školu Blagoje Bersa, teorijski odjel i glasovir, kod prof Nataše Polivec. Studij glasovira započeo je od prof. Stjepana Radića, na Muzičkoj akademiji u Zagrebu, a diplomirao je kod prof. Ide Gamulin. Kao klavirist pohađao je EPTI-ne tečajeve u Zagrebu i Dubrovniku, te bio stipendist Sveučilišta u Zagrebu.
Na istoj Akademiji diplomirao je orgulje kod prof Ljerke Očić, a magistrirao je kod prof. Marija Penzara.
Pobijedio je na drugomu Hrvatskom natjecanju mladih orguljaša pod nazivom Franje Dugana, 1999. godine. Kao solist na orguljama svirao je u Sloveniji, Mađarskoj, Austriji, Njemačkoj, Italiji, Nizozemskoj, Slovačkoj, Češkoj Republici, Bosni i Hercegovini, te u svim većim gradovima u Hrvatskoj.
Više godina često svira, kao orguljaš, na pjevalištu zagrebačke prvostolnice. Surađuje s HGM-om, Koncertnim uredom u Zadru i Koncertnom direkcijom u Zagrebu. Nastupao je u sklopu Zagrebačkih ljetnih večeri, u ciklusu Orgulje-Heferer, na Požeškim orguljaškim večerima, na orguljama u ljubljanskoj prvostolnici, na Orguljskomu tjednu u Bensheimu, u Sarajevskoj zimi, itd.
Usavršavao se kod majstora u orguljskomu sviranju kod češkoga orguljaša Jaroslava Tumea, nizozemskoga Pietera van Dijka i francuskoga Daniela Rotha. Radi kao profesor orgulja na Umjetničkoj akademiji Sveučilišta u Osijeku.